# فيليب دي طرازي
الفيكونت فيليب دي طَرّازي علّامة من طائفة كنيسة السريان الكاثوليك من اصول سورية حلبية. مؤسس دار الكتب الوطنية في لبنان، أمين دار الآثار في بيروت وعضو المجمع العلمي العربي بدمشق. مولود في 28 (أيار/مايو) من عام 1865، وتوفي في 7 (آب/أغسطس) من عام 1956، في عالية لبنان.

## حياته
ولد فيليب دي طرازي لأسرة هاجرت من الموصل إلى حلب في القرن السادس عشر من الطائفة السريانية. و كان اباه واعمامه (أولاد يوسف مقدسي نصرلله) قد هاجروا حلب مثل الكثير من المسيحيين بسبب نكبة عام 1850 نحو بيروت حيث أولاد عمهم انطوان وعملوا في التجارة. نشأ فيليب في بيت شديد التدين ومعروف باعماله الخيرية وكان رؤساء الطائفة السريانية الكاثوليكية يطلقون على والده الكونت نصر الله بلقب شيخ الطائفة وقد أنعم عليه البابا لاون الثالث عشر ببراءة الكونتية دخل فيليب المدرسة البطريركية عام 1873 لمدة سنتين ثم كلية الاباء اليسوعيين لمدة ثماني سنوات. عمل بعد تخرجه في التجارة مع العائلة لكن نفسه كانت تنزع للعلم والتاريخ . باكورة أعماله كان كتاب ( تاريخ الدولة المصرية في عهد الدولة المحمدية العلوية) وقد أهدى مخطوطته لخديوي مصر عباس الثاني عام 1899. تزوج من اوجيني بسول في 19 شباط 1900. أسس دار الكتب الوطنية في بيروت عام 1921 و عيّن للعمل فيها خمسة موظفين وكان الفيكونت أمينا للدار. يُذكر ان الرئيس اللبناني كميل شمعون كان موظفا في الدار في الفترة: 1922-1924 وكان مسؤولا عن دراسة الكتب الفرنسية وتنسيقها. التقى الفيكونت بكثير من رجال ذلك الزمان سواء زعماء وملوك أو رجال علم ودين، مثل: نعوم فايق.
وفقد بصره قبل سنة 1955. وأصابه الشلل. وتوفي في مصيفه في عاليه، ونُقل جثمانه إلى بيروت ودُفن في مقبرة السريان الكاثوليك.
عُرف عنه التواضع واللطف و عمل الخير، في مقال له في جريدة المقتبس عن المحسنين أيام الحرب العالمية الأولى وصفه العلامة محمد كرد علي رئيس المجمع العلمي العربي: (..وكالفيكونت فيليب دي طرازي في بيروت الذي لم يدع ستارا في بيته إلا خَاطه ألبسة للمحتاجين وهو قد جعل ديدنه، صباح مساء، أن يوزع الخبز والطحين على معسري بلدته..)

## مؤلفاته
للفيكونت فيليب دي طرازي عدة مؤلفات منها:
- القلادة النفيسة في فقيد العلم والكنيسة.
- السلاسل التاريخية في أساقفة الأبرشيات السريانية.
- خزائن الكتب العربية في الخافقين ( أربع مجلدات).
- اللغة العربية في أوروبا ثروتها ومكانتها.
- عصر العرب الذهبي.
- عصر السريان الذهبي.
- بحث علمي تاريخي في القرآن.
- نبذة مختصرة في الصحف العربية المصورة.
- أصدق ما كان في تاريخ لبنان وصفحة من أخبار السريان.

وغيرهم الكثير.

## عنه
كان الفيكونت محبا للادب فنال عضوية المجمع العلمي العربي بدمشق، الجمعية العلمية الآسيوية في باريس، المجمع التاريخي بباريس، مجمع العلوم والآداب بباريس،الجمعية العلمية الإسلامية ببرلين، كما كان عضوًا مراسلاً ل لمجمع العلمي بموسكو، وعضوًا في اللجنة العليا ل دار كتب المسجد الأقصى بالقدس.